# Five Variants of Dives and Lazarus
Five Variants of Dives and Lazarus è un'opera per un'orchestra di arpe e archi di Ralph Vaughan Williams. La composizione si basa sul brano folk "Dives and Lazarus", una delle canzoni popolari citate nella English Folk Song Suite di Vaughan Williams.

## Storia
Vaughan Williams compose il lavoro su commissione del British Council da suonare alla Fiera mondiale del 1939 a New York City. L'anteprima fu eseguita dalla New York Philharmonic alla Carnegie Hall il 10 giugno 1939, diretta da Sir Adrian Boult. Le altre opere presentate in anteprima in quell'occasione furono il Concerto per pianoforte in si bemolle di Arthur Bliss e la Sinfonia n. 7 di Arnold Bax.
Boult diresse anche la prima esecuzione nel Regno Unito nel novembre del 1939 a Bristol.
La melodia popolare è stata anche arrangiata da Vaughan Williams come musica di un inno col titolo "Kingsfold", che appare come "O Sing a Song of Bethlehem", nel Libro degli Inni inglese come "I Heard the Voice of Jesus say", (n. 574 nell'Edizione originale del 1906). Il villaggio di Kingsfold si trova nel West Sussex, a pochi chilometri a sud dalla casa di Vaughan Williams a Leith Hill.

## Sezioni
La struttura, i tasti e i segni del tempo per il lavoro sono i seguenti:
- Introduzione e Tema: Adagio, si modale minore
- Variazione I: si minore modale.
- Variazione II: Allegro moderato, si modale minore
- Variazione III: re modale minore
- Variazione IV: L'istesso tempo
- Variazione V: Adagio, si modale minore

## Nel cinema
Il film documentario del 1949 The Dim Little Island (reg. Humphrey Jennings) contiene estratti di questo lavoro, insieme alla voce dello stesso Vaughan Williams. A un certo punto un cantante folk solista inizia la melodia e l'arrangiamento degli archi si smorza gradualmente sotto di lui.
Le battute conclusive del lavoro sono presenti nel film Enigma del 2001, interpretato dall'orchestra di Bletchley Park in un concerto all'aperto. La struttura degli accordi delle battute finali è simile nella forma ai temi musicali della colonna sonora del film, composta da John Barry.
Il pezzo viene utilizzato all'inizio del film del 2010 Cemetery Junction.